# Кавазо дел Томба
Кава̀зо дел То̀мба (на италиански: Cavaso del Tomba; на венециански: Cavaso, Кавазо) е община в Северна Италия, провинция Тревизо, регион Венето. Разположена е на 248 m надморска височина. Населението на общината е 3011 души (към 2014 г.).
Административен център на общината е градче Каниеца (Caniezza).